# Édouard Woodville
Édouard Woodville (1454 ou 1458 – 28 juillet 1488) est un membre de la famille Woodville qui s'est distingué militairement. Proche du roi Édouard IV dont il est le beau-frère, il survit au règne de son successeur Richard III, contrairement à plusieurs membres de sa famille qui sont exécutés pendant son ascension vers le trône. En exil auprès d'Henri Tudor, Édouard Woodville participe à sa conquête du trône en 1485. Par la suite, il est nommé gouverneur de l'île de Wight, titre dont il est le dernier récipiendaire. Il joue en outre un rôle crucial lors de la bataille de Stoke en 1487.
Soldat enthousiaste, Édouard Woodville a été décrit comme « le dernier chevalier errant » à cause de sa dévotion à l'idéal chevaleresque. Impliqué dans plusieurs aventures militaires, il est finalement tué en 1488 au cours d'une expédition personnelle en soutien au duc François II de Bretagne. Édouard Woodville est appelé baron Scales après la mort en 1483 de son frère aîné Anthony, qui lui avait légué les terres attachées à ce titre. Il est ainsi systématiquement désigné comme baron Scales dans les archives espagnoles et bretonnes, même s'il n'a jamais formellement été créé baron.

## Biographie

### Enfance et jeunesse
Né vers 1454 ou 1458, Édouard Woodville est probablement le douzième enfant et le plus jeune fils de Richard Woodville, 1er comte Rivers (en), et de son épouse Jacquette de Luxembourg. La famille Woodville accède à la notoriété en 1464 lorsque le roi Édouard IV épouse Élisabeth, la fille aînée du couple. Il est jugé encore trop jeune en 1465 pour recevoir la distinction de chevalier de l'ordre du Bain, contrairement à ses frères John et Richard. De même, il n'est pas certain qu'il ait participé à la bataille de Barnet en 1471 au côté de son frère aîné Anthony, 2e comte Rivers.
En avril 1472, Édouard accompagne son frère Anthony en Bretagne. Le duc François II a en effet demandé le soutien d'Édouard IV face aux pressions des Français, qui menacent son duché d'une invasion. Le roi d'Angleterre envoie donc 1 000 archers sous le commandement des Woodville. La résistance accrue des Anglais contraint les Français à se retirer et met provisoirement un terme à leurs ambitions territoriales. En récompense de ses services, Édouard IV élève en 1475 Édouard Woodville au rang de chevalier de l'ordre du Bain. Par ailleurs, il lui donne contrôle en 1480 de la ville de Portsmouth et du château de Portchester. Enfin, la même année, le roi le charge d'escorter sa sœur Marguerite depuis la Bourgogne. 
Pendant l'été 1482, Édouard accompagne le frère du roi, Richard, duc de Gloucester, au cours de son invasion de l'Écosse. Il est fait chevalier banneret le 24 juillet 1482 par le duc pour ses exploits. L'année suivante, Édouard Woodville est chargé de préparer un corps expéditionnaire destiné à combattre en France, mais la mort d'Édouard IV le 9 avril 1483 interrompt ce projet. Pendant les dernières années du règne d'Édouard IV, Édouard Woodville aurait supposément fait partie de ceux qui auraient encouragé le mode de vie licencieux du souverain comme « promoteurs et compagnons de ses vices », à l'instar de son neveu Thomas Grey, 1er marquis de Dorset, d'après les  mots du moine italien Dominique Mancini.

### Exil sousRichardIII
Après la mort d'Édouard IV, une lutte pour le pouvoir s'installe entre les Woodville et Richard, duc de Gloucester, qui a été désigné par le roi défunt sur son lit de mort Lord Protecteur de son jeune héritier Édouard V, encore mineur. La reine-mère souhaiterait contourner le protectorat du duc de Gloucester en faisant rapidement couronner son fils. Elle tente de limiter l'influence de Richard en plaçant plusieurs membres de sa famille à des postes-clés dans le gouvernement et convainc ainsi le conseil de nommer dès le 20 avril 1483 Édouard Woodville au poste d'amiral de la flotte, officiellement pour faire face à la flotte française commandée par Philippe de Crèvecœur, qui s'attaque au navires anglais sillonnant dans la Manche.
Édouard Woodville quitte Londres pour prendre le commandement de la flotte le 29 avril et embarque peu après. Au même moment, le duc de Gloucester procède à l'arrestation d'Anthony Woodville à Stony Stratford le 30 avril, puis s'installe à Londres où il s'empresse de nommer ses partisans aux postes-clés de l'administration royale au détriment des Woodville. Dès le 9 mai, Richard envoie un certain William Ovedale prendre commande en son nom de l'île de Wight, de Portsmouth et de Portchester. Le conseil royal apporte son soutien au duc de Gloucester et demande à Édouard Woodville de démanteler sa flotte. Finalement, le 14 mai, Richard autorise des hommes à aller en mer pour le capturer.
Pendant ce temps, Édouard Woodville est en train de saisir une large somme d'argent, peut-être d'un montant de 10 250 livres, d'un vaisseau marchand à Southampton au nom de la couronne lorsqu'il est informé des intentions de Richard. La plupart de sa flotte décide de se rendre au duc de Gloucester à la fin du mois de mai, mais Édouard parvient à s'enfuir avec deux navires et probablement l'argent. Il s'installe en Bretagne où le duc François II lui alloue une pension mensuelle de 100 livres. Entretemps, le duc de Gloucester fait exécuter Anthony Woodville pour haute trahison et, après avoir prononcé la déposition de son neveu Édouard V, s'autoproclame roi d'Angleterre sous le nom de Richard III le 26 juin.

### Retour en grâce sousHenriVII
Réfugié en Bretagne, Édouard Woodville y rencontre le prétendant au trône Henri Tudor et appuie sa revendication au trône. Il participe à l'infructueuse rébellion de Buckingham contre Richard III à l'automne 1483, puis assiste à la cérémonie lors de laquelle Tudor prête serment le 25 décembre 1483 d'épouser Élisabeth d'York, la fille aînée d'Édouard IV. François II résiste à plusieurs demandes de Richard III de lui livrer les insurgés. Finalement, Édouard accompagne Henri lors de son expédition qui s'achève par sa victoire à la bataille de Bosworth le 22 août 1485. Dès le début du règne du nouveau roi Henri VII, il est nommé gouverneur de l'île de Wight et commandant des châteaux de Portchester et de Carisbrooke,.
En 1486, Édouard se rend auprès des rois catholiques d'Espagne pour les soutenir dans leur conquête du royaume de Grenade, peut-être dans le but d'accomplir un vœu de se rendre en croisade. Il prend ainsi part au siège de Loja, où il contribue à la défaite des forces mauresques en conduisant une attaque pour escalader les remparts de la ville. Pendant les combats, il est blessé à la tête par une pierre jetée par un assiégé, assommé par la violence du choc et perd plusieurs de ses dents : il considère ce défigurement comme une marque d'honneur. Visité à l'hôpital par les rois catholiques, ces derniers sympathisent avec lui. D'après le chroniqueur Andrés Bernáldez, il leur déclare à propose de sa blessure : « Notre Seigneur, qui a élevé cette structure, n'a fait qu'ouvrir une fenêtre pour discerner plus facilement ce qui se trouve à l'intérieur. »
Édouard Woodville est de retour en Angleterre en juin 1487 où il joue un rôle important dans la défaite de la rébellion de Lambert Simnel. Placé au commandement de la cavalerie légère, il est envoyé au Nord pour contenir les insurgés. Ses forces harassent en permanence l'armée rebelle dans une série d'escarmouches dans la forêt de Sherwood, ce qui ralentit la progression des rebelles et donne le temps à Henri VII de mobiliser son armée avant la bataille décisive. Édouard semble avoir adopté à cette occasion la tactique mauresque du hit and run qu'il a rencontrée en Espagne. Sa cavalerie rejoint l'armée royale juste avant la bataille de Stoke le 16 juin, lors de laquelle elle constitue l'aile gauche et joue un rôle décisif dans la victoire. En récompense de son efficacité dans la campagne, il est fait chevalier de l'ordre de la Jarretière l'année suivante.

### Mort
Au début de l'année 1488, François II de Bretagne requiert l'aide d'Henri VII face à une nouvelle invasion française. Malgré les tentatives anglaises de négociations pacifiques, les Français envahissent le duché. Édouard Woodville demande à Henri VII de l'autoriser à lever des volontaires pour soutenir les Bretons. Réticent face à une telle initiative, Henri lui recommande de lever des troupes dans l'île de Wight. Édouard parvient à mobiliser 400 à 700 archers et 40 membres de la gentry locale. Il embarque pour Saint-Malo et attaque en chemin un navire français.
Lors de la bataille de Saint-Aubin-du-Cormier le 28 juillet 1488, plus de 1 300 Bretons revêtent les couleurs anglaises pour faire croire à la présence d'une force anglaise bien plus importante, dans le but d'effrayer les Français face à la présence des redoutables archers anglais. Le contingent d'Édouard Woodville forme l'avant-garde de l'armée bretonne et conduit une attaque frontale dès le début des combats. Toutefois, une contre-attaque française sur le centre breton affaibli brise les forces anglaises. Édouard Woodville est tué avec ses hommes après avoir refusé de se rendre pour être rançonné. Seul un seul Anglais, un adolescent prénommé Diccon Clarke, aurait survécu et serait rentré à l'île de Wight.
Édouard Woodville est inhumé près du champ de bataille. Un monument est érigé par les nationalistes bretons sur le site de la bataille en 1988, qui commémore les forces anglaises, mais désigne par erreur leur commandant comme « Talbot comte de Scales ». En 2009, l'English Heritage dépose une plaque en sa mémoire au château de Carisbrooke. Christopher Wilkins, le biographe d'Édouard Woodville, le décrit comme « un véritable héros dont l'importance dans la politique de l'époque est souvent négligée » et une « figure médiévale essentielle », dont les actions en Espagne, en Angleterre et en France ont aidé, parfois à l'inverse de ses intentions, à l'émergence d'États modernes.

## Usage du titre de baron Scales
Après l'avènement d'Henri VII en 1485, Édouard Woodville est constamment désigné sous le titre de baron Scales, principalement selon des sources continentales. Toutefois, Richard III n'a jamais honoré le testament d'Anthony Woodville rédigé le 23 juin 1483, qui accordait les terres attachées à ce titre (qu'il détenait de sa défunte épouse Élisabeth de Scales) à son frère Édouard. Néanmoins, d'autres compagnons d'exil du futur Henri VII utilisaient des titres qu'ils considéraient comme injustement confisqués par Édouard IV ou Richard III, à l'instar de Jasper Tudor. Le titre de baron Scales n'a jamais été recréé par Henri VII, bien que les terres qui lui étaient attachées n'aient pas été confisquées. Quoi qu'il en soit, Édouard ne semble jamais avoir revendiqué aucun autre titre que celui de chevalier et semble avoir décidé ne pas revendiquer le titre de baron, d'après Christopher Wilkins.
Pour autant, Édouard Woodville est constamment appelé « Conde d'Escalas » par les Espagnols pendant et après son expédition contre Grenade et « Le Seigneur d'Escales » par le chroniqueur français Jean Molinet. Il faut cependant remarquer qu'Henri VII désigne Édouard dans une lettre qu'il adresse en 1488 au roi de France Charles VIII comme « Sir Édouard Woodville, chevalier, s'appelant lui-même Lord de Scales », au moment où Édouard défie les instructions d'Henri de ne pas s'impliquer dans la guerre franco-bretonne.